# Triple Alliantie (1882)

De triple alliantie (Grijs)

De Driebond (Duits: Dreibund) of Drievoudige Alliantie was een verdrag tussen het Duitse Rijk, Oostenrijk-Hongarije en Italië, gesloten (20 mei 1882) om elkaar te steunen in het geval van een aanval op een van hen door twee of meer grootmachten. Duitsland en Italië sloten het in eerste instantie om elkaar te steunen in het geval van een aanval door Frankrijk. In een aanvullende verklaring specificeerde Italië echter dat haar bezigheden niet direct als tegen het Verenigd Koninkrijk konden worden gezien. Kort na het vernieuwen van de alliantie in juni 1902 sloot Italië in het geheim een soortgelijk verdrag met Frankrijk.
De voorloper van de Driebond is de Tweebond, tussen Duitsland en Oostenrijk, in 1882 werd Italië
als lid toegelaten, nadat het zich had afgewend van zijn bondgenoot Frankrijk. Dit land had in 1881 tot woede van Italië Tunesië bezet, een gebied dat Italië zichzelf had toegedacht.
De Driebond heeft nooit effectief gewerkt. Italië verzoende zich met Frankrijk in een geheim verdrag, waarin Frankrijk de Italiaanse aanspraken op Libië erkende in ruil voor Italiaanse steun voor het Franse protectoraat in Marokko. Italië verliet de bond toen de Eerste Wereldoorlog uitbrak en liep over naar de Triple Entente, omdat zij de Italianen meer 'beloning' bood, waaronder meer land en koloniën.